# إتش تي سي تاتش HD
إتش تي سي تاتش HD (بالإنجليزية: HTC Touch HD)‏ هو هاتف ذكي من إتش تي سي يعمل بنظام ويندوز موبايل.

## الخصائص
- نظام التشغيل: ويندوز موبايل
- الكاميرا الأمامية: 0.3 ميجابكسل
- الكاميرا الخلفية: 5 ميجابكسل
- الوزن: 146.4 غ (5.16 أونصة)
- المعالج: 528 ميجا هرتز
- الذاكرة: 288 ميجابايت رام